# Független Újság
A Független Újság kolozsvári szabadelvű politikai, társadalmi, gazdasági és kritikai hetilap volt. 1934. december 31-től 1940. augusztus 30-ig jelent meg.

## Szerkesztők, munkatársak, témák
Szerkesztője és kiadója Ligeti Ernő. Széles demokratikus összefogás alapján a radikális és liberális közírók és szellemi emberek mellett helyt adott a szocialista és kommunista publicistáknak és íróknak is. Első számának programadó cikkét Spectator (Krenner Miklós) írta Csüggedni vagy feszülni címmel, szükségesnek tartva a magyar kisebbségi mozgalom megszervezését a "népi mozgalom" alapján. Szerinte a mozgalom alapelve az együttműködés a többségi nemzettel, államhűség és a jogok követelése, minden magyar erő összefogása s a munka és kenyér biztosítása mindenkinek.
A lap 1935 áprilisában közölte Reményik Sándor Ahogy lehet c. versét, s elindította a "hídverés" cikksorozatát. E tárgykörből Hegedűs Nándor, Kacsó Sándor, Tabéry Géza, Tavaszy Sándor és mások írásai jelentek meg. Az "ifjúsági és kisebbségi politika" ankétján megszólaltatták a radikális és szocialista fiatalok képviselőit. Ligeti Ernő cikksorozata felvázolta a magyar nemzetiség történeti útját a kisebbségi élet "bölcsőjétől", 1919-től az 1930-as évekig, Spectator (Krenner Miklós) pedig elindította a kisebbségi arcvonal vagy demokrata pártszövetség megteremtésének vitáját. Bányai László a vitához kapcsolódva felveti a kérdést: "Hol a demokrata arcvonal?" Balogh Edgár A magyar kultúra történelmi becsülete c. cikkében (1935) üdvözölte a baloldal találkozását a humanistákkal és a székely írók csoportjával. Az erdélyi irodalom vitájában a Független Újság az ESZC irodalompolitikájával szemben Berde Mária és Tabéry Géza, majd Szentimrei Jenő álláspontját támogatta; részletesen beszámolt Németh László romániai útijegyzeteiről s a nagyváradi hídverési vitáról, amelyben többek között részt vett Victor Eftimiu, Octavian Goga, Tabéry Géza és Zilahy Lajos.
1936-ban és 1937-ben két rendkívüli vitaanyagnak adott helyet a lap. Az elsőnek központi kérdése a demokratikus szellemi arcvonal megteremtése. A kérdéshez hozzászólt Erdélyi Ágnes, Heves Renée, Jancsó Elemér, Kovács Katona Jenő, Körösi Sándor, Méliusz József, Mikó Imre és Szenczei László. Ezt követte 1937 tavaszán a "fiatal magyarok találkozója" kérdésében indított ankét, amelyben részt vett Asztalos Sándor, Balogh Edgár, Bányai László, Demény Dezső, Jancsó Elemér, Jordáky Lajos, Kéki Béla, Kovács Katona Jenő, Nagy István, Szemlér Ferenc, Szabédi László, Szenczei László, Venczel József, Vita Sándor és Wass Albert. Méliusz József a szlovenszkói Tavaszi Parlament példamutatásáról közölt cikket, Józsa Béla felvetette a kérdést: "Mi lesz a romániai magyar munkással?" Az ankétot Tamási Áron foglalta össze Mind magyarok vagyunk c. cikkében.
A lap teljes egészében közölte a vásárhelyi találkozó előkészítő jelentését Tamási Áron, Asztalos Sándor, Jordáky Lajos, Nagy István, Petrovay Tibor és Vita Sándor aláírásaival; állást foglalt világpolitikai kérdésekben is: támogatta a Páneurópa-mozgalmat, határozottan állást foglalt a fasizmus ellen, hosszas cikkekben tett hitvallást a spanyol köztársaság mellett, s elítélte a hitlerista Németország háborús politikáját.
Az irodalomtörténet szempontjából jelentős a haladó magyar irodalomnak nyújtott támogatás. A Független Újság közölte Antalffy Endre, Berde Mária, Hunyady Sándor, Járosi Andor, Karácsony Benő, Kós Károly, Lakatos Imre, Ligeti Ernő, Molter Károly, Raffy Ádám, Szántó György, Szentimrei Jenő, Székely Mózes, Tamási Áron cikkeit, Arató András, Hegyi Endre, Tompa László verseit, Cseresnyés Sándor, Gábor István, Kalotai Gábor és Mikes Imre riportjait, Jancsó Elemér irodalomtörténeti esszéit.
A lap a transzilvanizmus romantikájával szembehelyezkedő fiatal új realisták mellé állott: itt jelent meg Kovács György, Kovács Katona Jenő, Szemlér Ferenc, Szenczei László írásainak jelentős része. Helyet kapott a szocialista irodalom is: a lap közölte Keleti Sándor, Salamon László és Szilágyi András verseit, Méliusz József írásait; Kassák Lajos, Illyés Gyula, Radnóti Miklós, Weöres Sándor és Forgács Antal versei, Barta Lajos, Bálint György, Veres Péter és Kassák Lajos cikkei, Móricz Zsigmond és Márai Sándor prózája gazdagították a lap irodalmi rovatát. A román kultúrából Vasile Alecsandri, Mihai Eminescu, Ion Minulescu, Rădulescu-Motru és mások írásainak fordításai jelentek meg. A világirodalomból Ilja Ehrenburg, Valentyin Petrovics Katajev, Max Brod, Ernst Toller, Kurt Tucholsky, Egon Erwin Kisch, Arthur Rimbaud, Louis Aragon, Pirandello, Ignazio Silone, Maugham, Mansfield, Benedetto Croce írásait közölte.
A lap kiadója és szerkesztője, Ligeti Ernő maga írja visszaemlékezéseiben: „A Független Újság a körülmények összejátszása folytán akaratlanul is jelentős, közvéleményt alakító szerephez jutott.”